# ASCOD
L'ASCOD (Austrian Spanish Cooperation Development) è una famiglia di veicoli trasporto truppe cingolati, frutto della collaborazione tra l'austriaca Steyr-Daimler-Puch AG (nel 1998 la produzione di veicoli corazzati pesanti venne ceduta alla Steyr-Daimler-Puch Spezialfahrzeug) e la spagnola Santa Bárbara Sistemas, entrambe ora divisioni della General Dynamics. La famiglia ASCOD comprende il carro armato leggero LT 105 armato di cannone da 105 mm, missile terra-aria e missile antiaereo, un veicolo portamortaio, un veicolo corazzato da recupero, un veicolo posto comando, un'ambulanza corazzata, un veicolo d'osservazione per l'artiglieria e un veicolo da combattimento della fanteria. Presso i militari spagnoli il veicolo è chiamato Pizarro, mentre la versione austriaca è chiamata Ulan.

## Storia

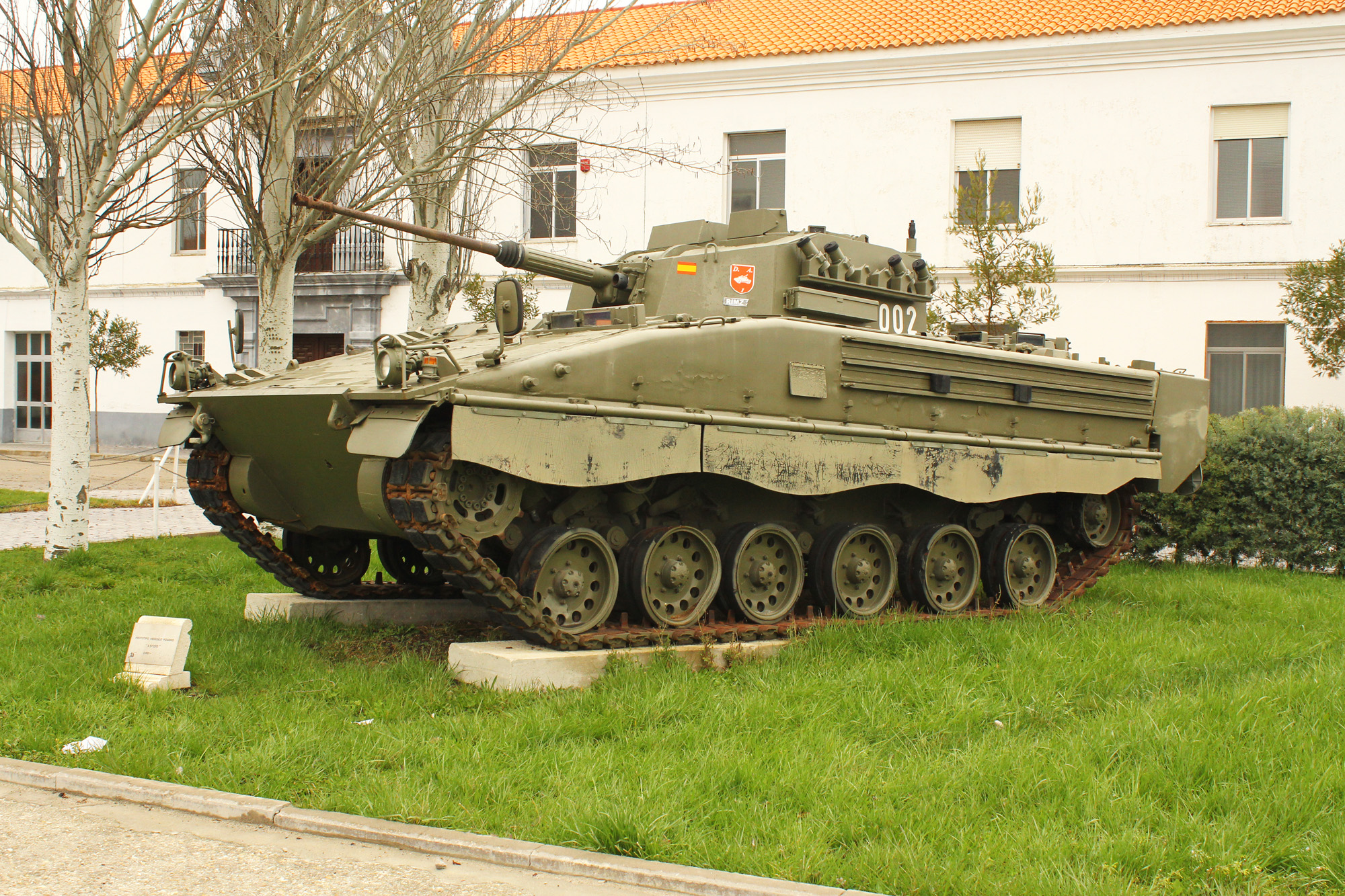
Protitipo spagnolo di ASCOD.

L'ASCOD venne progettato per sostituire i vecchi veicoli trasporto truppe in servizio nella Bundesheer e nell'Ejercito de Tierra, come gli M113 e il Saurer 4K 4FA. Nel 1982 la Steyr-Daimler-Puch iniziò la fase concettuale dello sviluppo del nuovo veicolo da combattimento per la fanteria, prendendo contatti con i militari di Grecia, Norvegia e Svizzera per determinare i requisiti del nuovo sistema. I requisiti vennero fissati dalla Bundesheer, che aveva lanciato il programma Kampfschützenpanzer 90 ("veicolo da combattimento per la fanteria 90) nel 1985 e sulla base di questi l'azienda iniziò lo sviluppo. Tuttavia era chiaro che l'esercito austriaco non avrebbe ordinato immediatamente il nuovo mezzo e i costi di sviluppo eccedevano il budget della Steyr. Perciò nel 1988 venne siglato un accordo con l'azienda spagnola Santa Bárbara Sistemas e il progetto venne ridenominato ASCOD, sigla di "sviluppo congiunto austro-spagnolo". Lo scafo venne sviluppato e realizzato in Spagna, mentre la torretta era di responsabilità austriaca, basata sulla SP-30 usata sulla versione da esplorazione del Pandur I della Steyr. Il primo prototipo fu presentato nel 1991 a Siviglia e testato nel 1992; quattro anni dopo era pronto per la produzione di serie.
A causa delle numerose modifiche dei requisiti durante la fase di sviluppo del mezzo, il peso salì dalle iniziali 18,8 t alle 25,2 t, fino alle 29,0 t.Il primo prototipo venne provato in Norvegia nel 1993-1994; tuttavia, il paese scandinavo optò per il veicolo svedese CV-9030. Le modifiche ispirate da queste prove furono integrate sul terzo prototipo, che essenzialmente era la versione finale offerta come ASCOD ad Austria, Spagna e altri paesi. Nel 1994 la Spagna, dopo l'esito positivo dei test, decise di ordinare 4 veicoli di pre-serie. Nel 1996 seguì un ordine di 144 veicoli, designati Pizarro. Per ragioni finanziarie l'Austria ordinò i primi 112 ASCOD solo a maggio del 1999, designati in patria Ulan. Quattro veicoli di pre-serie furono consegnati all'esercito austriaco nell'aprile 2001 per le prove finali, mentre i primi veicoli di serie giunsero nel maggio 2001. Nel 2002 furono consegnati 28 Ulan, cui seguì un ordine per 36 mezzi nel 2003, le cui consegne terminarono nel 2004. Diversamente dai prototipi, gli Ulan di serie erano realizzati completamente in Austria.
L'ASCOD rappresentava una soluzione estremamente moderna, che portò le forze corazzate austriache e spagnole allo stato dell'arte. In Spagna in particolare l'adozione del mezzo si inseriva nell'ambito del Progetto CORAZA per il rimpiazzo dei trasporto truppe M113, dei carri armati M60A3 e dei semoventi M110. Nel 2004 il ministero della difesa spagnolo ordinò altri 212 Pizarro (170 veicoli da combattimento, 2 posto comando, 28 da osservazione per l'artiglieria, 8 veicoli recupero, 1 veicolo per il genio) per un totale di 707,5 milioni di euro, su un totale di 356 unità previste. Al 2005 l'esercito austriaco allineava 112 Ulan, quello spagnolo 144 Pizarro, (123 veicoli da combattimento e 21 posto comando). Nel 2010 il costo del secondo lotto aumentò a 845 milioni di euro.
La versione migliorata ASCOD 2 venne scelto nel marzo 2010 dal Ministero della difesa britannico nell'ambito del programma Future Rapid Effect System (FRES) come piattaforma comune per lo sviluppo di un nuovo veicolo da ricognizione, in seguito ridenominato Ajax. Dopo l'assegnazione del contratto nel 2010, circa 300 tecnici britannici dello stabilimento di Oakdale della General Dynamics iniziarono lo sviluppo dell'Ajax a partire dal mezzo austro-spagnolo.
La General Dynamic presentò l'ASCOD 2 in configurazione trasporto truppe al programma danese per la sostituzione dell'M113, ma il governo optò per una soluzione ruotata, rappresentata dal Mowag Piranha V.

### Impiego operativo
Il mezzo entrò in servizio operativo negli eserciti austriaco e spagnolo nel 2002. Il British Army ha ricevuto i primi Ajax nel 2020. Nonostante la partecipazione all'ISAF, la Spagna non ha schierato il Pizarro a causa della mancanza di protezione antimina.

## Progetto

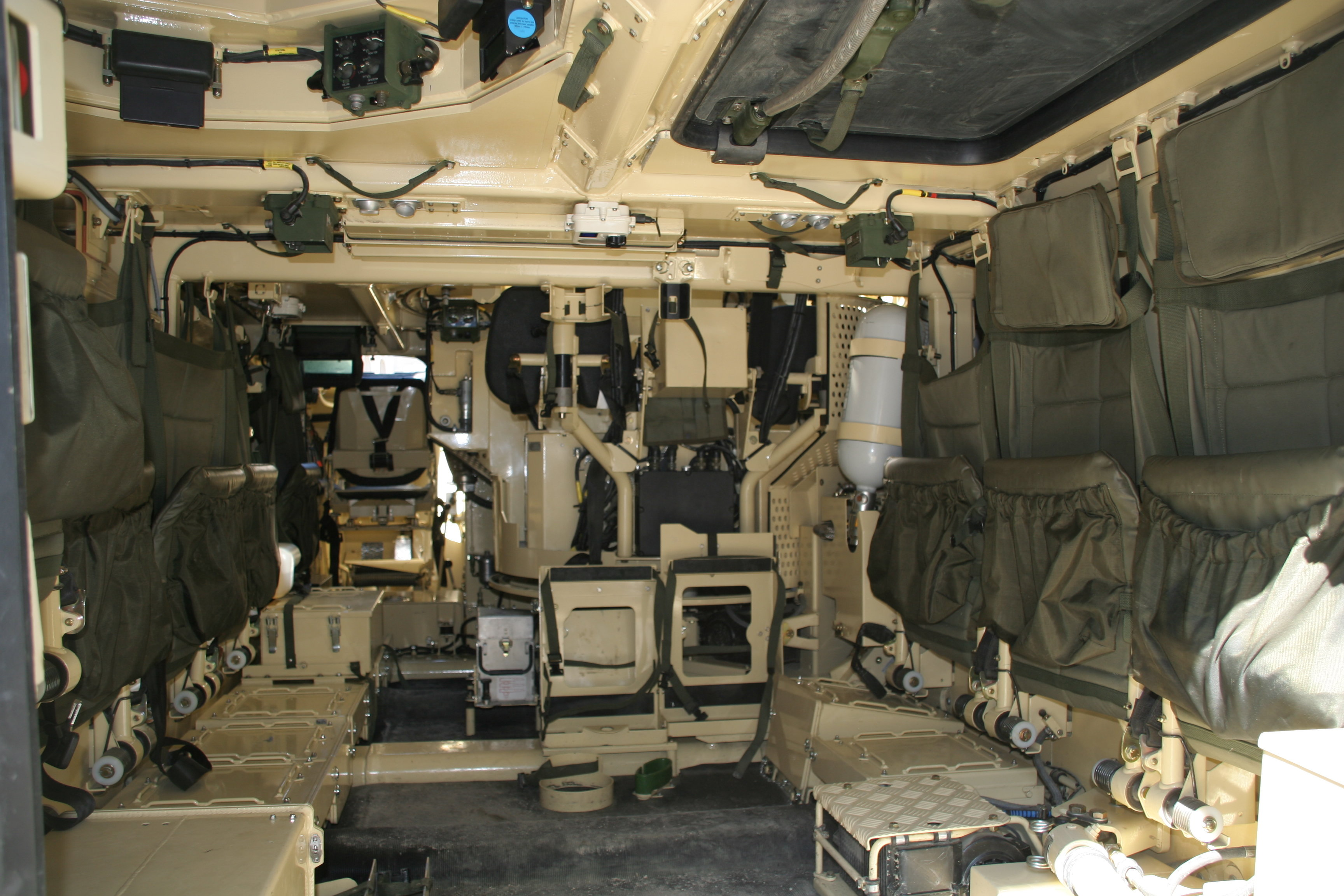
Vano di combattimento di un Ulan.

La versione base dell'ASCOD è un veicolo da combattimento per la fanteria cingolato. L'impostazione è quella convenzionale sui mezzi equivalenti occidentali, con il motore nella sezione frontale e il vano di combattimento nella parte posteriore, per sbarcare la fanteria in sicurezza. La postazione del conduttore è sulla parte frontale sinistra dello scafo, mentre capocarro e cannoniere prendo posto nella torretta, leggermente decentrata. Il vano di trasporto per la fanteria dispone di due portelli su soffitto e rampa posteriore, sull'Ulan prendono posto, oltre all'equipaggio, 8 fanti, mentre sul Pizarro solo 7.

### Armamento

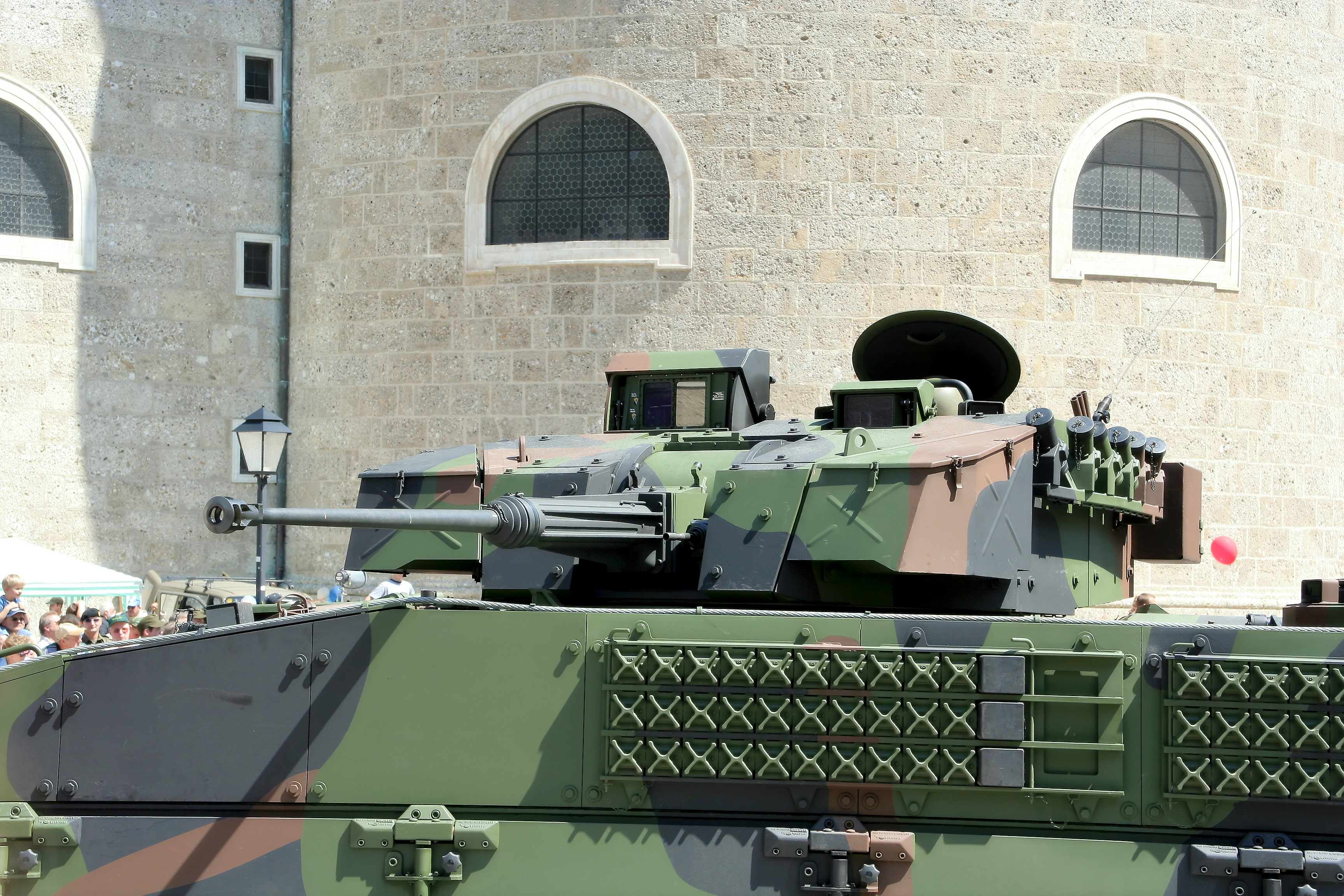
Torretta SP-30 dellUlan, armata con il cannone automatico MK-30/2.

Il mezzo monta un cannone automatico da 30 mm Mauser MK 30/2 in una torretta a brandeggio elettrico totale, alimentato a doppio nastro, con una cadenza di tiro di 770 colpi al minuto, stabilizzato elettronicamente su due assi per l'ingaggio di obiettivi col mezzo in movimento. L'aramento secondario è costituito da una mitragliatrice coassiale in calibro 7,62 × 51 mm NATO: il Pizarro è equipaggiato con una mitragliatrice Rheinmetall MG 3, mentre l'Ulan monta una FN MAG. La versione austriaca ha una dotazione di 200 colpi da 30 mm e 600 da 7,62 mm nella torretta, con una riserva rispettivamente di 205 e 1.290 colpi nello scafo; sulla versione spagnola la dotazione dell'arma principale da 30 mm è di soli 300 colpi.

### Ottiche e sistema di puntamento
L'Ulan è dotato di un sistema di puntamento della Kollsman, che utilizza alcune componenti del sistem di controllo del fuoco del Kürassier A2. Le ottiche del cannoniere sono prodotte dalla Elbit, con 8× ingrandimenti sul canale diurno. La camera termica integrata ha due ingrandimenti 2,8× e 8,4×, utilizzabile sia dal cannoniere che dal capocarro; anche quest'ultimo dispone di un canale diurno 8×. Il Pizarro è dotato di sistema di puntamento Indra Mk-10, con computer balistico, canale diurno, camera termica e telemetro laser. Le future versioni del Mk-10 adotteranno la nuova camera termica VC2.

### Protezione

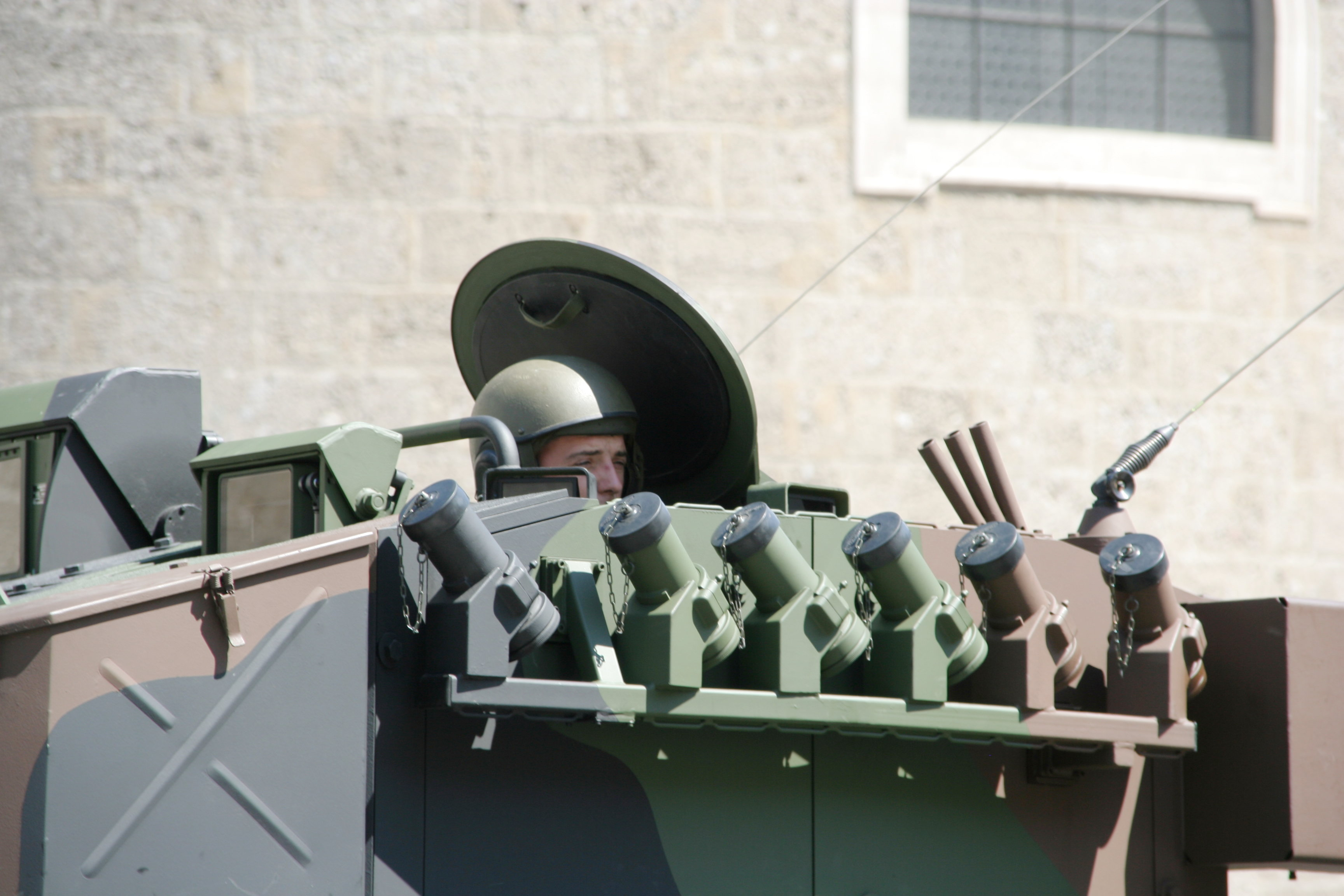
Lanciagranate fumogene di un Ulan.

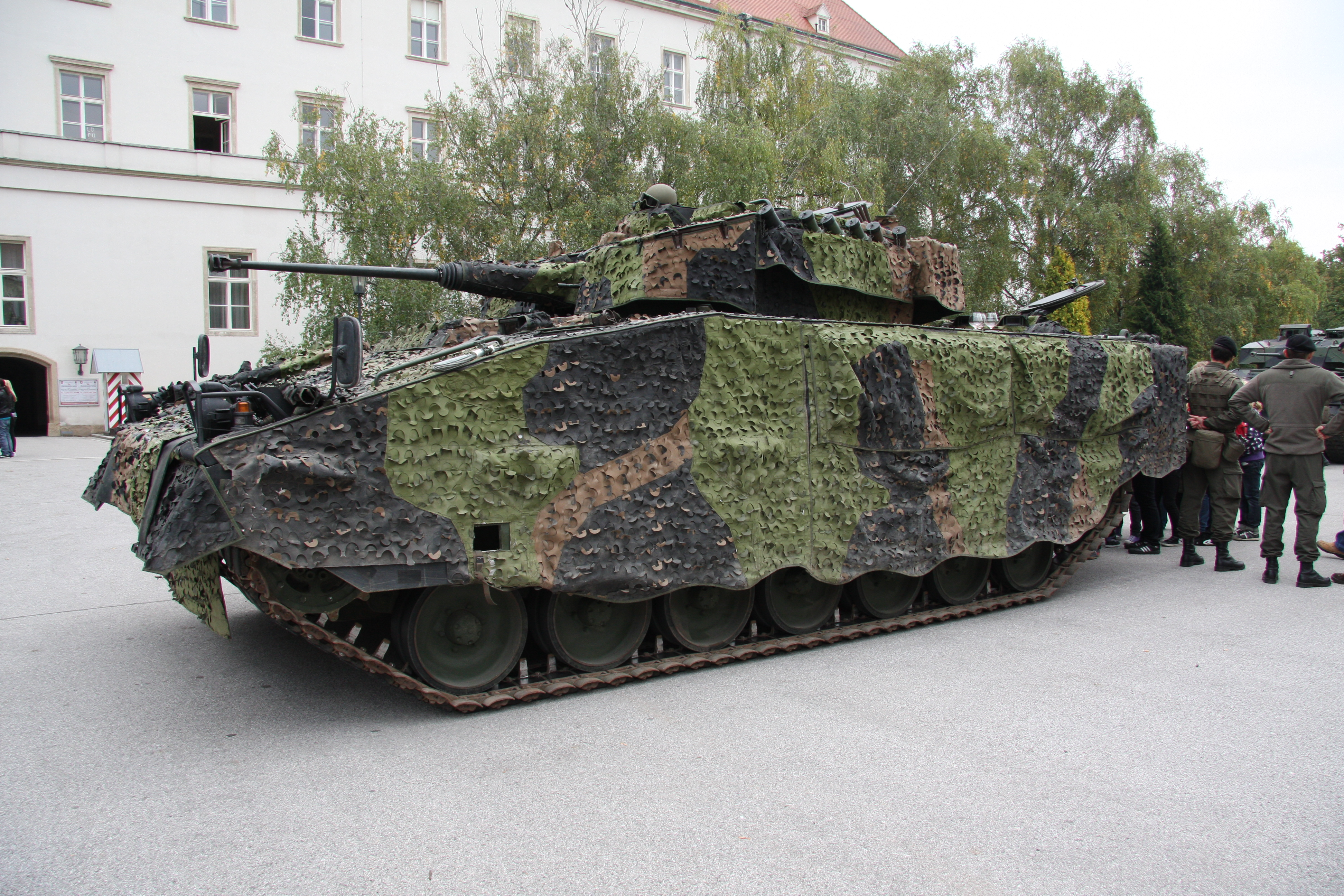
Ulan dotato di camuffamento multispettro Saab Barracuda.

L'ASCOD è realizzato in piastre di acciaio laminato, che forniscono protezione contro proiettili perforanti da 14,5 mm sparati a una distanza di 500 m o più su un arco frontale di 60°, mentre sui restanti lati la protezione è garantita contro munizioni da 7,62 mm. Sulla torretta sono posizionati due batterie di lanciagranate fumogene multiuso da 76 mm, che possono sparare a un raggio massimo di 50 m sia granate fumogene per nascondere il mezzo che granate ad alto esplosivo a frammentazione per difendere il mezzo dalla fanteria.
Parte dei Pizarro ha ricevuto corazze reattive SABBLIR sull'arco frontale, integrabili ulteriormente su una maggiore superficie, che aumentano la protezione contro le testate a carica cava degli RPG. Gli Ulan hanno invece ricevuto un blindaggio in compositi MEXAS, resistente contro proietti APFSDS sparati da 1.000 m su un arco frontale di 30° e contro proietti perforanti incendiari da 14,5 mm sparati da 500 m sui restanti settori.

### Mobilità

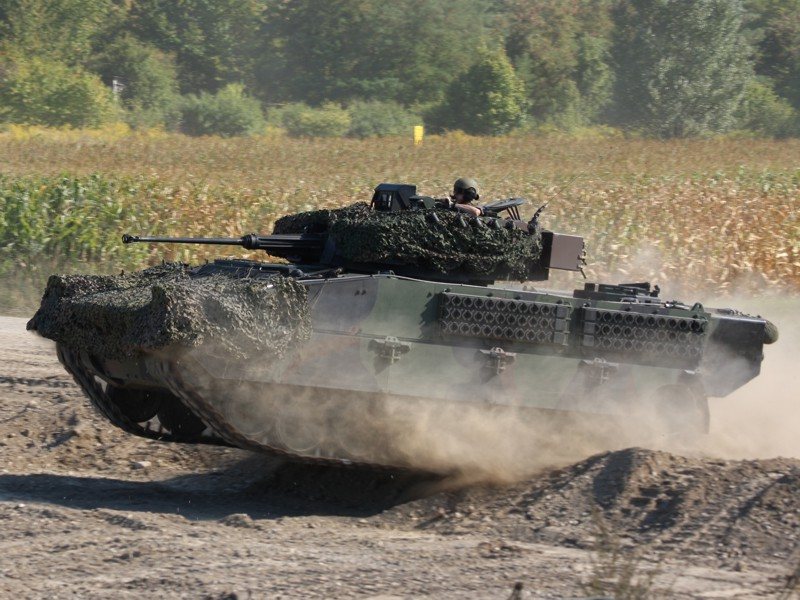
Un Ulan durante un'esercitazione.

Per quanto riguarda la mobilità, sul Pizarro essa è garantita da un motore diesel MTU SV-183 TE22 da 600 hp, mentre sull'Ulan è installato un MTU 8V-199-TE20 da 720 hp, che garantiscono un rapporto peso-potenza rispettivamente di 21 e 25 hp/t. Entrambe le versioni utilizzano una trasmissione idromeccanica Renk HSWL 106C, sospensioni a barre di torsione e ammortizzatori rotativi Pietrafita e cingoli Diehl type 129. Il Pizarro raggiunge una velocità massima di 70 km/h, 35 km/h in retromarcia. LL'Ulan accelera da 0 a 50 km/h in 14 secondi. L'ASCOD ha un'altezza da terra di 450 mm, può superare una trincea da 2,3 m, un gradino di 950 mm e un guado di 1,2 m, una pendenza di 75% e una pendenza laterale del 40%.

## Varianti e derivati

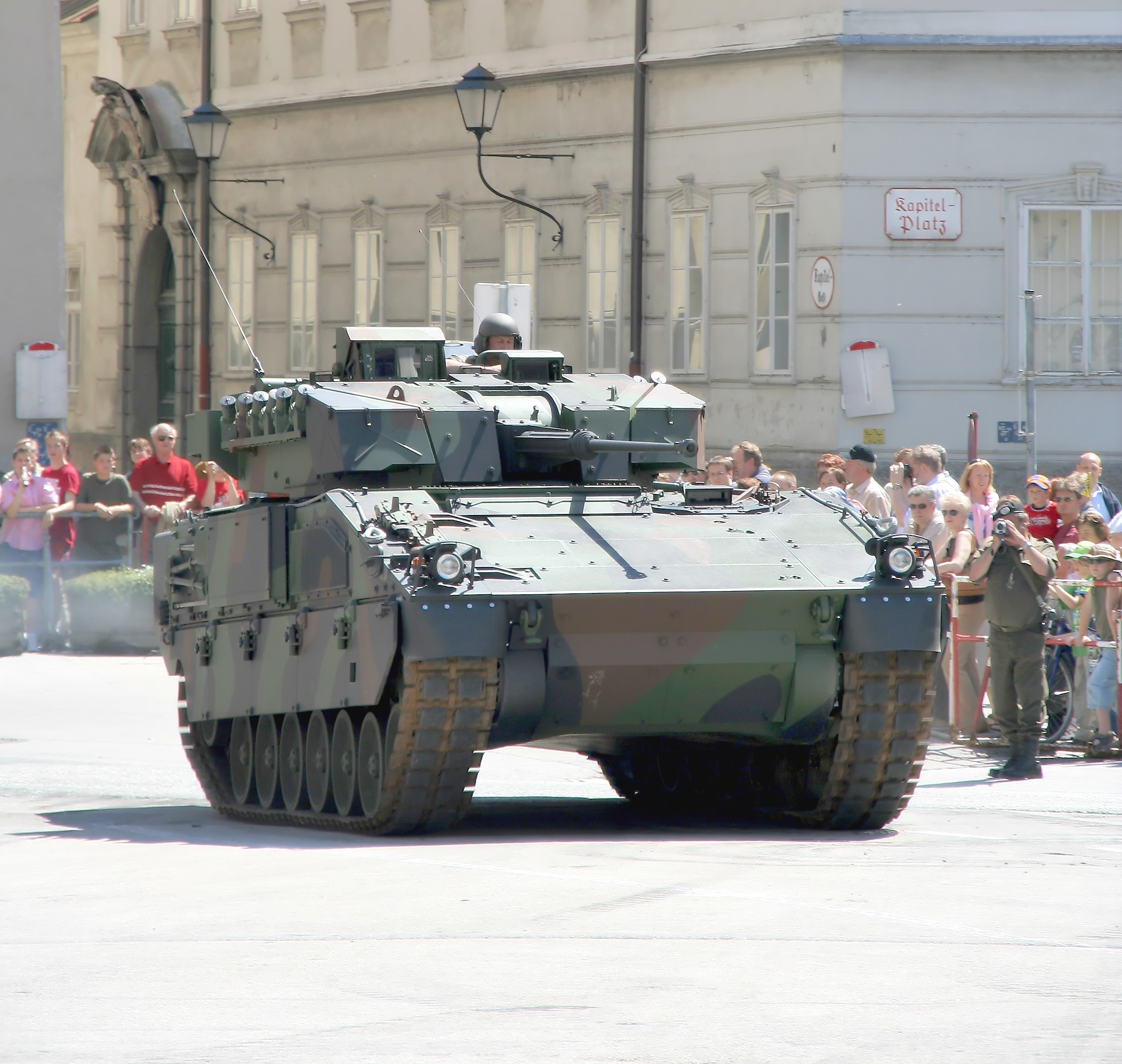
Un Ulan austriaco.

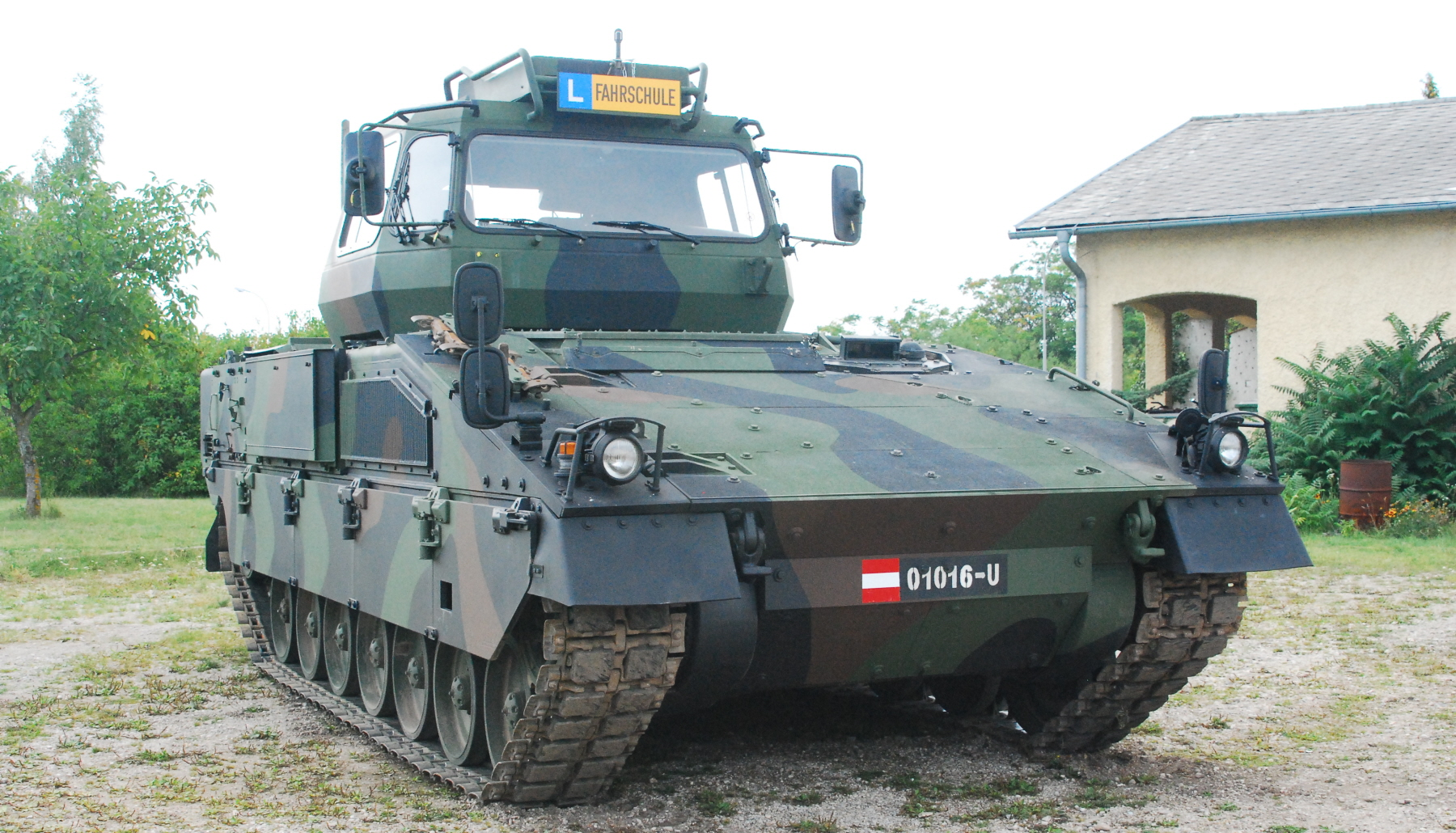
Un Ulan scuola guida.

Lo scafo dell'ASCOD è stato utilizzato come base per una famiglia di veicoli dell'esercito spagnolo e per diversi modelli sviluppati privatamente dalle aziende costruttrici per il mercato dell'export. Oltre che come veicolo da combattimento per la fanteria, l'ASCOD viene offerto in versione veicolo da ricognizione e carro armato leggero. Quest'ultimo viene offerto con diverse torrette commerciali con cannone da 105 a 120 mm, con un peso di circa 30 t.
La Steyr-Daimler-Puch Spezialfahrzeuge ha sviluppato una versione aggiornata, denominata Ulan 2, che tuttavia non è stata mai ordinata dal governo austriaco.
La General Dynamics nel 2004 ha presentato la versione migliorata ASCOD 2, con motore potenziato MTU 8V 199T21 da 600 hp, trasmissione Renk HSWL 256 B e cingoli Diehl 1028. La massa del nuovo veicolo raggiunge le 38 t, con un potenziale di crescita fino a 42 t. Esso è stato presentato come veicolo da combattimento per la fanteria, con una torretta SP-30 dell'ASCOD originale, come veicolo da trasporto truppe, con tetto rialzato e affusto a controllo remoto BAE Lemur, armato di mitragliatrice Browning M2 e come trasporto truppe specializzato nel combattimento urbano (ASCOD PSO).
Nel giugno 2008, General Dynamics, in collaborazione con Krauss-Maffei Wegmann (KMW), ha annunciato il Donar, un semovente d'artiglieria medio da 155 mm, basato sul sistema autonomo KMW Artillery Gun Module (AGM) integrato su scafo ASCOD 2. Un prototipo ha eseguito prove di mobilità e prove a fuoco in Germania.
Nel marzo del 2010, il ministero della difesa britannico annunciò che l'ASCOD 2 sarebbe stato usato come base per lo Scout Specialist Vehicle del programma FRES, poi ridenominato Ajax.
Durante il salone di Eurosatory 2018, la General Dynamics European Land Systems ha presentato una nuova variante carro armato medio  di ASCOD 2, un grosso veicolo pesante 42 t, con la torretta italiana Leonardo Hitfact, armata di cannone da 120 mm, mitragliatrice coassiale da 7,62 mm, mitragliatrice da 7,62 su affusto a candeliere e affusto a controllo remoto con mitragliatrice da 12,7 mm. Il cannone a canna liscia è associato a un sistema di puntamento computerizzato e capocarro e cannoniere dispongono di sistema di visione diurno/notturno stabilizzato con telemetro laser integrato.

### Varianti commerciali
- ASCOD
- Driver training vehicle - veicolo scuola guida. Scafo dotato di sovrastruttura fissa fenestrata in luogo della torretta.
- ASCOD Scout/Recce - veicolo dotato di ampio equipaggiamento C4ISTAR ed equipaggio di 3 uomini[21].
- LT-105 Light Tank (ASCOD Direct Fire) - versione carro armato leggero per l'export. Disponibile con varie torrette di diversi produttori: OTO Melara, Cockerill, General Dynamics e Denel Land Systems (ex LIW)[29]. I veicoli del Reale Corpo dei Marines Thailandese sono armati di torretta Denel[6][22].
- ASCOD 2 APC - scafo ASCOD 2 con soffitto rialzato e affusto a controllo remoto. Offerto alla Danimarca per la sostituzione dell'M113[20].
- ASCOD 2 PSO - ASCOD 2 APC con corazzatura migliorata[20].
- Donar  - semovente d'artiglieria medio con obice da 155 mm, basato sul KMW AGM[6]
- ASCOD 2 MMBT - carro armato medio dotato di torretta Hitfact, armata di cannone da 105 o 120 mm[28]

### Varianti nazionali

#### Ajax

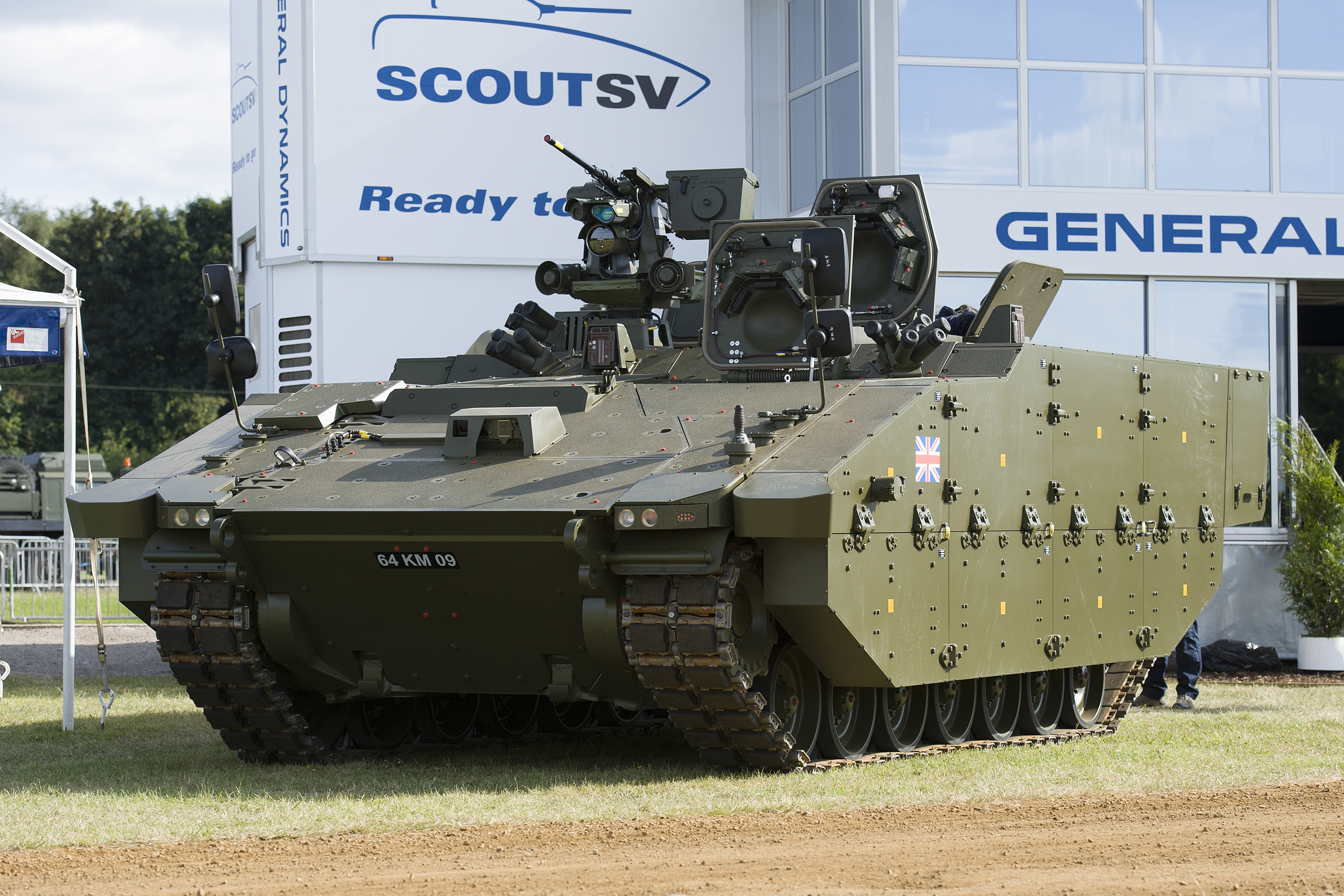
Scout SV

L'ASCOD fu scelto dal ministero della difesa britannico come piattaforma comune per lo sviluppo dell'Ajax, pesante in ordine di combattimento 34 t. Questa scelta era il risultato del programma FRES. Circa 300 tecnici britannici dello stabilimento di Oakdale della General Dynamics iniziarono lo sviluppo dell'Ajax a partire dal mezzo austro-spagnolo dopo l'assegnazione del contratto nel 2010.
Questo veicolo andava a rimpiazzare la famiglia diversi veicoli della famiglia CVR(T): il FV107 Scimitar da ricognizione blindata, il FV103 Spartan per il trasporto di specialisti e il FV106 Samson da recupero. La versione Recce Block 2 dovrebbe includere le versioni ambulanza, genio e posto comando, per rimpiazzare il FV104 Samaritan e il FV105 Sultan.
Per l'Ajax sono prevesti i seguenti miglioramenti:
- introduzione di autocannone da 40 mm per munizione telescopica CT 40.
- adozione di corazzatura e protezione antimina aggiuntive, con pacchetti add-on.
- miglioramento delle sospensioni combinando barre di torsioni e ammortizzatori idraulici.
- potenziamento del gruppo motopropulsore con motore diesel MTU V8 199 da 600 kW (805 hp) e trasmissione Renk 256B completamente automatica.
- adozione di torretta saldata realizzata dalla Lockheed Martin UK.
- assemblaggio e prove eseguite nel Regno Unito[31].

#### Griffin
Il General Dynamics Griffin II è un carro armato leggero proposto all'United States Army in risposta al programma Mobile Protect Fire.
Il General Dynamics Griffin III è la variante da combattimento per la fanteria proposta all'US Army per la sostituzione dell'M2 Bradley nell'ambito del programma Optionally-Manned Fighting Vehicle.

#### Pizarro

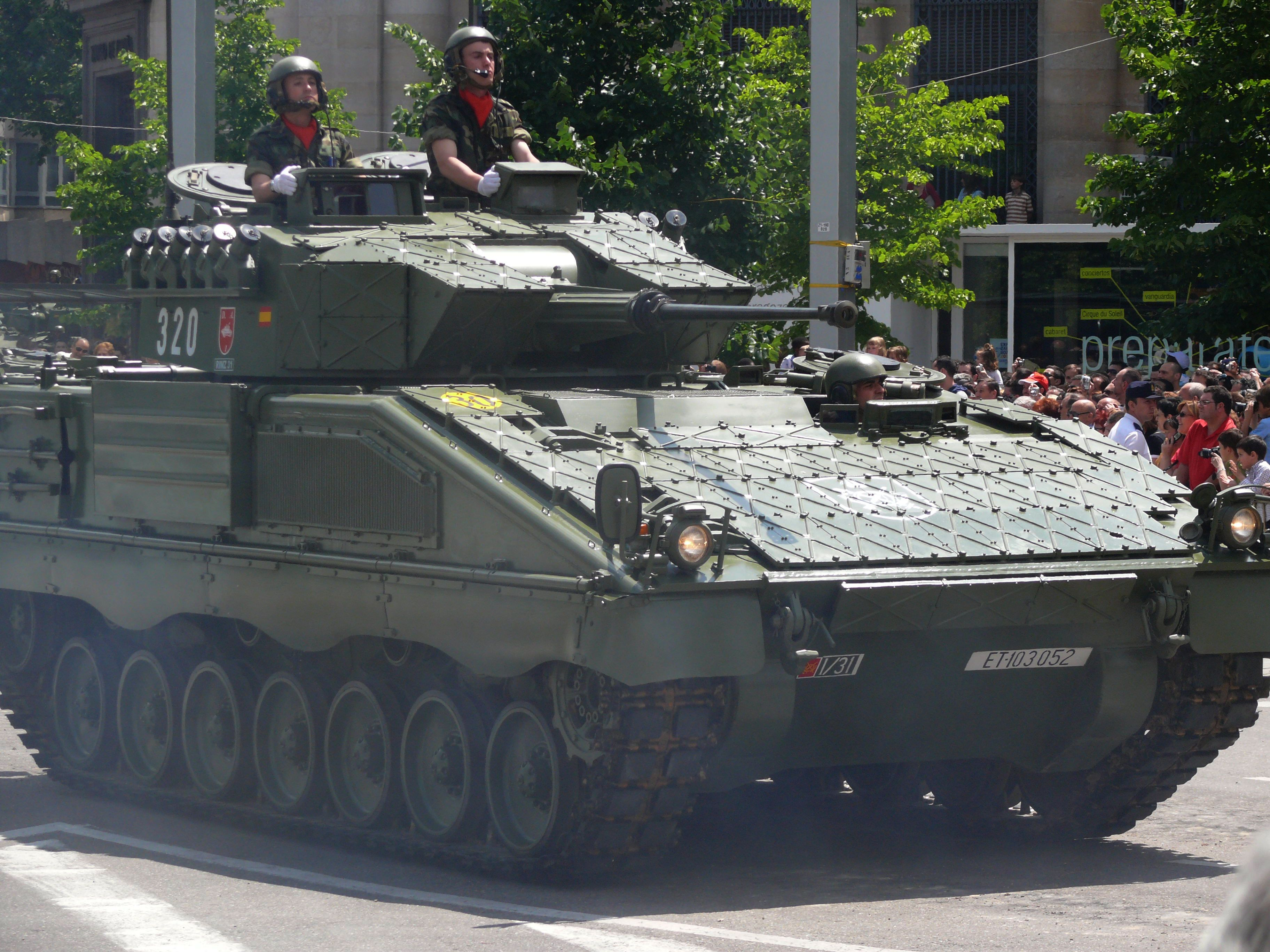
Un Pizarro dotato di corazza reattiva.

L'ASCOD Pizarro è realizzato dalla Santa Bárbara Sistemas in diverse varianti:
- VCI/C - "Vehículo de Combate Infantería/Caballería", veicolo da combattimento per la fanteria/cavalleria
- VCPC - "Vehículo de puesto de mando", veicolo posto comando.
- VCOAV - "Vehículo de Observador Avanzado", veicolo da osservazione avanzata.
- VCREC - "Vehículo Recuperador", veicolo da recupero.
- VCZ - "Vehículo de Combate de Zapadores", veicolo da combattimento del genio (in via di sviluppo da dicembre 2018)[36]

#### Ulan
L'ASCOD Ulan è realizzato dalla Steyr-Daimler-Puch Spezialfahrzeuge. Differisce per il motore più potente, da 530 hp, e per un diverso sistema di puntamento della Kollsman.

## Utilizzatori

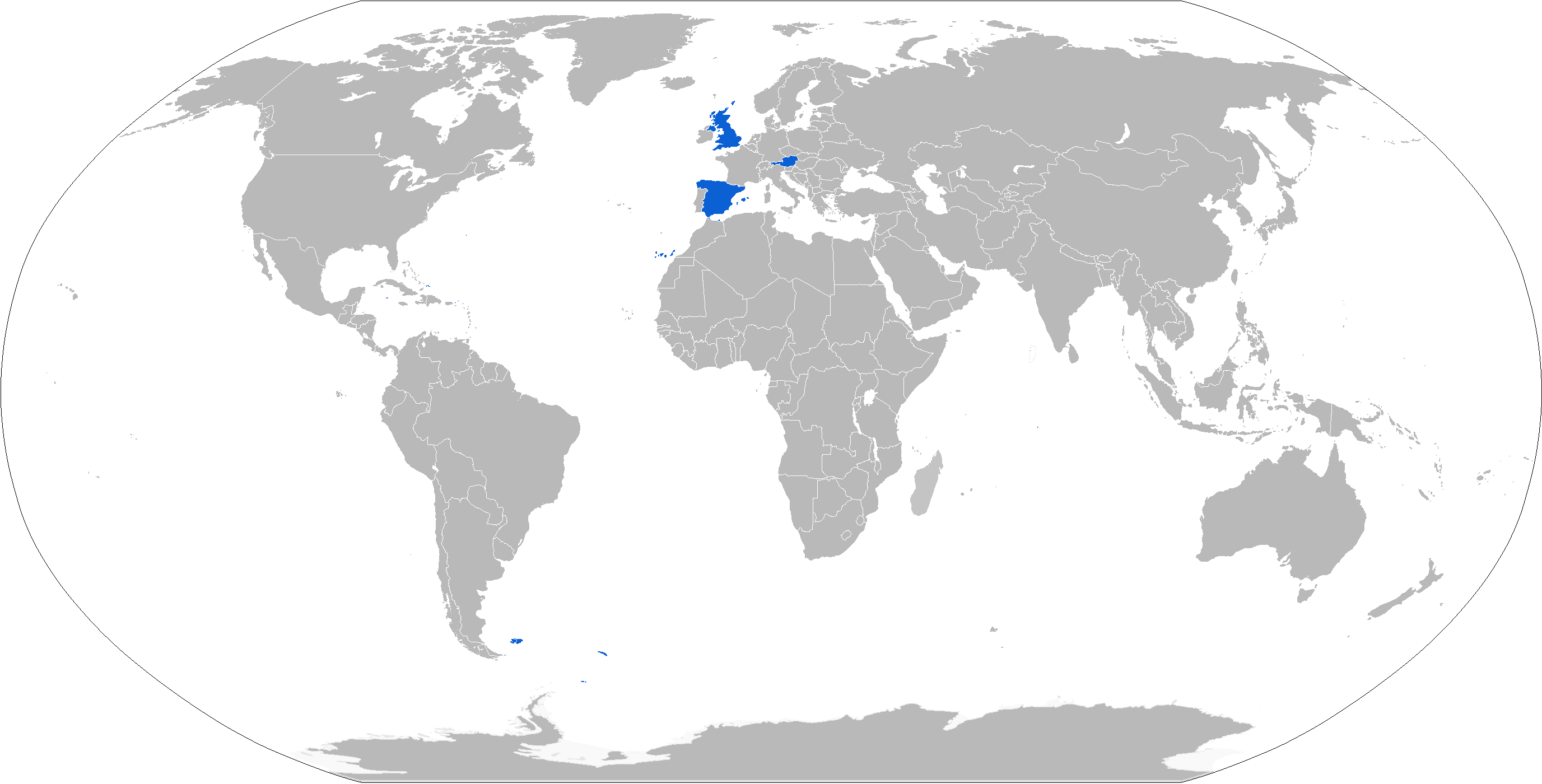
Mappa con gli operatori di ASCOD in blu.

### Attuali
- Austria – 112 Ulan, consegnati tra 2001 e il 2005.
- Spagna – 261 Pizarro. Un primo lotto di 144 Pizarro è entrato in servizio a partire dal 2003. L'ordine successivo per 212 veicoli, consegnati tra il 2011 e il 2015, è stato ridotto a 117 esemplari per tagli ai fondi.
- Regno Unito — 589 Ajax (Scout SV) suddivisi in: 245 Ajax, 93 Ares, 112 Athena, 50 Apollo, 38 Atlas e 51 Argus.

### Potenziali
- Rep. Ceca — la General Dynamics European Land Systems (GD-ELS) ha offerto l'ASCOD all'Armáda České republiky, che sta selezionando un sostituto per il vecchio BMP-2. La GD-ELS ha annunciato nel 2017 la formazione di una partnership con 5 aziende ceche per sostenere la propria offerta[37][38]. Nel dicembre 2018, l'ASCOD è stato selezionato come finalista insieme a Puma, CV-90 e Linx[39].
- Stati Uniti — la [General Dynamics ha offerto il carro leggero Griffin II per il programma Mobile Protected Fire power dell'US Army e il veicolo da combattimento per la fanteria Griffin III per il programma Optionally-Manned Fighting Vehicle come sostituto del M2/M3 Bradley.
- Filippine - la variante ASCOD 2 Medium Main Battle Tank compete per l'acquisizione di 18-20 carri armati leggeri da parte dell'esercito filippino.